# Yeo Hai Ngee
Yeo Hai Ngee (* 12. Januar 1995 in Singapur) ist ein singapurischer Fußballspieler.

## Karriere
Yeo Hai Ngee erlernte das Fußballspielen in der National Football Academy und in der Jugendmannschaft des Erstligisten Home United in Singapur. 2017 stand der bei den Young Lions unter Vertrag.  Die Young Lions sind eine U23-Mannschaft, die 2002 gegründet wurde. In der Elf spielen U23-Nationalspieler und auch Perspektivspieler. Ihnen soll die Möglichkeit gegeben werden, Spielpraxis in der ersten Liga, der Singapore Premier League, zu sammeln. Für die Lions absolvierte er elf Erstligaspiele. 2018 wechselte er zum Ligakonkurrenten Geylang International. 16-mal stand er in der ersten Liga auf dem Spielfeld. Der Warriors FC, ebenfalls ein Verein der ersten Liga, nahm ihn 2019 für ein Jahr unter Vertrag. Mit den Warriors stand er im Finale des Singapore Cup. Im Endspiel unterlag man den Tampines Rovers mit 4:3. Im März 2020 unterschrieb er einen Vertrag bei Balestier Khalsa. Für den Verein absolvierte er acht Erstligaspiele.
Seit dem 1. Januar 2021 ist Yeo Hai Ngee vertrags- und vereinslos.

## Erfolge
Warriors FC
- Singapore Cup: 2019 (Finalist)